# Le Touquet-Paris-Plage
Le Touquet-Paris-Plage je francouzské město v departementu Pas-de-Calais v Hauts-de-France, které leží při ústí řeky Canche do kanálu Manche. Rekreační středisko, které největšího rozmachu dosáhlo v meziválečném období.

## Geografie
Sousední obce: Cucq a Étaples.

## Vývoj počtu obyvatel
Počet obyvatel

## Památky a turistické zajímavosti
- Maják Touquet
- piniový háj založený roku 1855 s honosnými domy
- Musée du Touquet

## Slavní obyvatelé
- Jacques Noyer, biskup v Amiens
- Christian Ferras, houslista
- Philippe Vasseur, politik a novinář
- Maxence Van der Meersch, spisovatel

## Partnerská města
- Winterberg
- Rixensart
- Cary
- Eckbolsheim
- Witney
- Sidi-Bou-Saïd